# カタルーニャ一周2011
カタルーニャ一周2011（Volta Ciclista a Catalunya 2011）は、カタルーニャ一周の91回目のレース。2011年3月21日から27日まで行なわれた。

## 参加チーム
- 斜字はコンチネンタルプロチーム

- AG2R・ラ・モンディアル
- アンダルシア - カハ・グラナダ
- アスタナ・チーム
- BMC・レーシングチーム
- カハ・ルラル
- CCC・ポルサット・ポルコヴィツェ
- コフィディス
- コロンビア・エス・パシオン - カフェ・デ・コロンビア
- エウスカルテル・エウスカディ
- ガーミン・サーヴェロ
- ジェオックス・TMC
- ランプレ・ISD
- レオパルド・トレック
- リクイガス・キャノンデール
- オメガファーマ・ロット
- クイックステップ
- ラボバンク
- チーム・HTC - ハイロード
- チーム・カチューシャ
- チーム・モビスター
- チーム・レディオシャック
- チーム・サクソバンク - サンガード
- チームスカイ
- ヴァカンソレイユ・DCM

## 区間及び総合成績

### 第1ステージ
- 3月21日(月) リョレート・デ・マル 166.9km

区間成績 & 総合成績
| 順位 | 選手名                   | 国籍       | チーム                   | 時間          |
| ---- | ------------------------ | ---------- | ------------------------ | ------------- |
| 1    | ガティス・スムクリス     | ラトビア   | チーム・HTC - ハイロード | 4時間08分48秒 |
| 2    | アレッサンドロ・ペタッキ | イタリア   | ランプレ・ISD            | +28秒         |
| 3    | ホセ・ホアキン・ロハス   | スペイン   | チーム・モビスター       | 同            |
| 4    | リゴベルト・ウラン       | コロンビア | チーム・スカイ           | 同            |
| 5    | ヤン・バケラントス       | ベルギー   | オメガファーマ・ロット   | 同            |

- ポイント賞首位　ベン・ガスタウアー  ルクセンブルク、AG2R・ラ・モンディアル　5ポイント
- 山岳賞首位　ガティス・スムクリス  ラトビア、チーム・HTC - ハイロード　28ポイント
- チーム時間賞首位　チーム・HTC - ハイロード　12時間27分20秒

### 第2ステージ
- 3月22日(火)　サンタ・クローマ・デ・ファルネス - バニョーラス　169.3km

区間成績
| 順位 | 選手名                   | 国籍       | チーム                   | 時間          |
| ---- | ------------------------ | ---------- | ------------------------ | ------------- |
| 1    | アレッサンドロ・ペタッキ | イタリア   | ランプレ・ISD            | 4時間11分08秒 |
| 2    | ホセ・ホアキン・ロハス   | スペイン   | チーム・モビスター       | 同            |
| 3    | マヌエル・カルドゾ       | ポルトガル | チーム・レディオシャック | 同            |
| 4    | ニコラ・エデ             | フランス   | コフィディス             | 同            |
| 5    | アイトール・ガルドス     | スペイン   | カハ・ルラル             | 同            |

総合成績
| 順位 | 選手名                   | 国籍           | チーム                   | 時間          |
| ---- | ------------------------ | -------------- | ------------------------ | ------------- |
| 1    | ガティス・スムクリス     | ラトビア       | チーム・HTC - ハイロード | 8時間19分56秒 |
| 2    | アレッサンドロ・ペタッキ | イタリア       | ランプレ・ISD            | +28秒         |
| 3    | ホセ・ホアキン・ロハス   | スペイン       | チーム・モビスター       | 同            |
| 4    | ヤン・バケラントス       | ベルギー       | オメガファーマ・ロット   | 同            |
| 5    | トーマス・ピーターソン   | アメリカ合衆国 | ガーミン・サーヴェロ     | 同            |

- ポイント賞首位　ルベン・ペレス  スペイン、エウスカルテル・エウスカディ　6ポイント
- 山岳賞首位　フリアン・サンチェス  スペイン、カハ・ルラル　34ポイント
- チーム時間賞首位　チーム・HTC - ハイロード　25時間00分44秒

### 第3ステージ
- 3月23日(水)　ラ・バイ・ダン・バス -  バイノルト　183.9km

区間成績
| 順位     | 選手名                     | 国籍           | チーム                   | 時間          |
| -------- | -------------------------- | -------------- | ------------------------ | ------------- |
| 順位剥奪 | アルベルト・コンタドール   | スペイン       | サクソバンク・サンガード | 4時間45分31秒 |
| 2        | ミケーレ・スカルポーニ     | イタリア       | ランプレ・ISD            | +23秒         |
| 3        | リーヴァイ・ライプハイマー | アメリカ合衆国 | チーム・レディオシャック | 同            |
| 4        | ダニエル・マーティン       | アイルランド   | ガーミン・サーヴェロ     | +35秒         |
| 5        | クリス・ホーナー           | アメリカ合衆国 | チーム・レディオシャック | 同            |

総合成績
| 順位     | 選手名                     | 国籍           | チーム                   | 時間           |
| -------- | -------------------------- | -------------- | ------------------------ | -------------- |
| 順位剥奪 | アルベルト・コンタドール   | スペイン       | サクソバンク・サンガード | 13時間05分55秒 |
| 2        | リーヴァイ・ライプハイマー | アメリカ合衆国 | チーム・レディオシャック | +23秒          |
| 3        | ミケーレ・スカルポーニ     | イタリア       | ランプレ・ISD            | 同             |
| 4        | ダニエル・マーティン       | アイルランド   | ガーミン・サーヴェロ     | +35秒          |
| 5        | クリス・ホーナー           | アメリカ合衆国 | チーム・レディオシャック | 同             |

- ポイント賞首位　ルベン・ペレス  スペイン、エウスカルテル・エウスカディ　6ポイント
- 山岳賞首位　アルベルト・コンタドール  スペイン、サクソバンク・サンガード　42ポイント
- チーム時間賞首位　チーム・レディオシャック　39時間19分55秒

### 第4ステージ
- 3月24日(木)　ラ・セウ・ドゥルジェイ - アル・バンドレイ　195km

区間成績
| 順位 | 選手名                   | 国籍       | チーム                   | 時間          |
| ---- | ------------------------ | ---------- | ------------------------ | ------------- |
| 1    | マヌエル・カルドゾ       | ポルトガル | チーム・レディオシャック | 4時間33分02秒 |
| 2    | ジャコモ・ニッツォーロ   | イタリア   | レオパルド・トレック     | 同            |
| 3    | ホセ・ホアキン・ロハス   | スペイン   | チーム・モビスター       | 同            |
| 4    | アイトール・ガルドス     | スペイン   | カハ・ルラル             | 同            |
| 5    | フランティシェク・ラボニ | チェコ     | チーム・HTC - ハイロード | 同            |

総合成績
| 順位     | 選手名                     | 国籍           | チーム                   | 時間           |
| -------- | -------------------------- | -------------- | ------------------------ | -------------- |
| 順位剥奪 | アルベルト・コンタドール   | スペイン       | サクソバンク・サンガード | 17時間38分57秒 |
| 2        | リーヴァイ・ライプハイマー | アメリカ合衆国 | チーム・レディオシャック | +23秒          |
| 3        | ミケーレ・スカルポーニ     | イタリア       | ランプレ・ISD            | 同             |
| 4        | ダニエル・マーティン       | アイルランド   | ガーミン・サーヴェロ     | +35秒          |
| 5        | クリス・ホーナー           | アメリカ合衆国 | チーム・レディオシャック | 同             |

- ポイント賞首位　ルベン・ペレス  スペイン、エウスカルテル・エウスカディ　12ポイント
- 山岳賞首位　アルベルト・コンタドール  スペイン、サクソバンク・サンガード　42ポイント
- チーム時間賞首位　チーム・レディオシャック　52時間59分01秒

### 第5ステージ
- 3月25日(金)　アル・バンドレイ - タラゴナ　205.8km

区間成績
| 順位 | 選手名                 | 国籍       | チーム                       | 時間          |
| ---- | ---------------------- | ---------- | ---------------------------- | ------------- |
| 1    | サミュエル・デュムラン | フランス   | コフィディス                 | 4時間49分31秒 |
| 2    | ホセ・ホアキン・ロハス | スペイン   | チーム・モビスター           | 同            |
| 3    | ルベン・ペレス         | スペイン   | エウスカルテル・エウスカディ | 同            |
| 4    | アイトール・ガルドス   | スペイン   | カハ・ルラル                 | 同            |
| 5    | ミハウ・ゴラス         | ポーランド | ヴァカンソレイユ・DCM        | 同            |

総合成績
| 順位     | 選手名                     | 国籍           | チーム                   | 時間           |
| -------- | -------------------------- | -------------- | ------------------------ | -------------- |
| 順位剥奪 | アルベルト・コンタドール   | スペイン       | サクソバンク・サンガード | 22時間28分28秒 |
| 2        | リーヴァイ・ライプハイマー | アメリカ合衆国 | チーム・レディオシャック | +23秒          |
| 3        | ミケーレ・スカルポーニ     | イタリア       | ランプレ・ISD            | 同             |
| 4        | ダニエル・マーティン       | アイルランド   | ガーミン・サーヴェロ     | +35秒          |
| 5        | クリス・ホーナー           | アメリカ合衆国 | チーム・レディオシャック | 同             |

- ポイント賞首位　ルベン・ペレス  スペイン、エウスカルテル・エウスカディ　15ポイント
- 山岳賞首位　ナイーロ・キンターナ・ロハス  コロンビア、コロムビア・エス・パション - カフェ・デ・コロンビア　46ポイント
- チーム時間賞首位　チーム・レディオシャック　67時間27分34秒

### 第6ステージ
- 3月26日(土)　タラゴナ - ムリェッド・ダル・バリェス　195km

区間成績
| 順位 | 選手名                     | 国籍         | チーム                   | 時間          |
| ---- | -------------------------- | ------------ | ------------------------ | ------------- |
| 1    | ホセ・ホアキン・ロハス     | スペイン     | チーム・モビスター       | 4時間22分19秒 |
| 2    | マヌエル・カルドゾ         | ポルトガル   | チーム・レディオシャック | 同            |
| 3    | サミュエル・デュムラン     | フランス     | コフィディス             | 同            |
| 4    | ダニエル・マーティン       | アイルランド | ガーミン・サーヴェロ     | 同            |
| 5    | ディエゴ・ミラン・ヒメネス | スペイン     | カハ・ルラル             | 同            |

総合成績
| 順位     | 選手名                     | 国籍           | チーム                   | 時間           |
| -------- | -------------------------- | -------------- | ------------------------ | -------------- |
| 順位剥奪 | アルベルト・コンタドール   | スペイン       | サクソバンク・サンガード | 26時間50分47秒 |
| 2        | リーヴァイ・ライプハイマー | アメリカ合衆国 | チーム・レディオシャック | +23秒          |
| 3        | ミケーレ・スカルポーニ     | イタリア       | ランプレ・ISD            | 同             |
| 4        | ダニエル・マーティン       | アイルランド   | ガーミン・サーヴェロ     | +35秒          |
| 5        | クリス・ホーナー           | アメリカ合衆国 | チーム・レディオシャック | 同             |

- ポイント賞首位　ルベン・ペレス  スペイン、エウスカルテル・エウスカディ　18ポイント
- 山岳賞首位　ナイーロ・キンターナ・ロハス  コロンビア、コロムビア・エス・パション - カフェ・デ・コロンビア　47ポイント
- チーム時間賞首位　チーム・レディオシャック　80時間34分31秒

### 第7ステージ
- 3月27日(日)　パレッツ・ダル・バリェス - バルセロナ　124.5km

区間成績
| 順位 | 選手名                 | 国籍       | チーム                   | 時間          |
| ---- | ---------------------- | ---------- | ------------------------ | ------------- |
| 1    | サミュエル・デュムラン | フランス   | コフィディス             | 2時間33分55秒 |
| 2    | リゴベルト・ウラン     | コロンビア | チーム・スカイ           | 同            |
| 3    | ケニー・デハース       | ベルギー   | オメガファーマ・ロット   | 同            |
| 4    | ホセ・ホアキン・ロハス | オランダ   | チーム・モビスター       | 同            |
| 5    | マヌエル・カルドゾ     | ポルトガル | チーム・レディオシャック | 同            |

### 個人総合成績
| 順位     | 選手名                         | 国籍           | チーム                     | 時間           |
| -------- | ------------------------------ | -------------- | -------------------------- | -------------- |
| 順位剥奪 | アルベルト・コンタドール       | スペイン       | サクソバンク・サンガード   | 29時間24分42秒 |
| 2        | ミケーレ・スカルポーニ         | イタリア       | ランプレ・ISD              | +23秒          |
| 3        | ダニエル・マーティン           | アイルランド   | ガーミン・サーヴェロ       | +35秒          |
| 4        | クリス・ホーナー               | アメリカ合衆国 | チーム・レディオシャック   | 同             |
| 5        | リゴベルト・ウラン             | コロンビア     | チーム・スカイ             | +38秒          |
| 6        | シャビエル・トンド             | スペイン       | チーム・モビスター         | 同             |
| 7        | イヴァン・バッソ               | イタリア       | リクイガス・キャノンデール | 同             |
| 8        | カデル・エヴァンス             | オーストラリア | BMC・レーシングチーム      | +50秒          |
| 9        | ケヴィン・セールドラーイエルス | ベルギー       | クイックステップ           | +1分12秒       |
| 10       | バウク・モレマ                 | オランダ       | ラボバンク                 | 同             |

### ポイント賞
| 順位 | 選手名                   | 国籍           | チーム                        | ポイント |
| ---- | ------------------------ | -------------- | ----------------------------- | -------- |
| 1    | ルベーン・ペーレス       | スペイン       | エウスカルテル・エウスカディ  | 18       |
| 2    | ホセ・ビセンテ・トリビオ | スペイン       | アンダルシア - カハ・グラナダ | 11       |
| 3    | ベン・ガスタウアー       | ルクセンブルク | AG2R・ラ・モンディアル        | 5        |

### 山岳賞
| 順位     | 選手名                         | 国籍     | チーム                                              | ポイント |
| -------- | ------------------------------ | -------- | --------------------------------------------------- | -------- |
| 1        | ナイロ・キンタナ               | スペイン | コロンビア・エス・パション - カフェ・デ・コロンビア | 47       |
| 順位剥奪 | アルベルト・コンタドール       | スペイン | サクソバンク・サンガード                            | 42       |
| 3        | ステヴェン・クリュイスウェイク | オランダ | ラボバンク                                          | 41       |

### チーム時間賞
| 順位 | チーム名                 | 国籍           | 時間           |
| ---- | ------------------------ | -------------- | -------------- |
| 1    | チーム・レディオシャック | アメリカ合衆国 | 88時間16分16秒 |
| 2    | ラボバンク               | オランダ       | +1分26秒       |
| 3    | チーム・スカイ           | イギリス       | +2分30秒       |

- ベスト・カタルニアン・ライダー　シャビエル・トンド（ スペイン、チーム・モビスター）